# مايك أوتو
مايك أوتو (بالإنجليزية: Mike Otto)‏ هو لاعب كرة قدم أمريكية أمريكي، ولد في 24 يوليو 1983 في كوكومو في الولايات المتحدة.

## وصلات خارجية
- مايك أوتو على موقع مرجع كرة القدم المحترفة.كوم (الإنجليزية)